# Pezizomycotina
Pezizomycotina — підвідділ грибів відділу Аскомікотові гриби (Ascomycota). Група включає майже всі сумчасті гриби, плодові тіла яких видні неозброєним оком. Ці гриби розмножуються поділом, а не брунькуванням. Pezizomycotina утворюють міцелій.  Гіфи ниткоподібні і перегородками.

## Класифікація
Класи:
- Arthoniomycetes(інші мови)
- Coniocybomycetes(інші мови)
- Dothideomycetes(інші мови)
- Eurotiomycetes
- Geoglossomycetes(інші мови)
- Laboulbeniomycetes(інші мови)
- Lecanoromycetes
- Leotiomycetes
- Lichinomycetes(інші мови)
- Orbiliomycetes(інші мови)
- Pezizomycetes
- Sordariomycetes
- Xylonomycetes(інші мови)
- Ряди incertae sedis

Lahmiales
Medeolariales
Triblidiales